# Scottish Football League Premier Division
Scottish Football League Premier Division diễn ra từ năm 1975 đến năm 1998, bộ phận hàng đầu của giải bóng đá Scotland và toàn bộ hệ thống giải bóng đá Scotland. Nó nằm trên các giải hạng nhất, hạng hai và (từ năm 1994) hạng ba của bóng đá Scotland.

## Lịch sử

### Bối cảnh
Liên đoàn bóng đá Scotland (SFL) được thành lập vào năm 1890, ban đầu với 12 câu lạc bộ. Nhiều câu lạc bộ đã tham gia giải đấu ngay sau đó, được chia thành hai bộ phận (Phân khu một và Phân khu hai) vào năm 1893. Một bộ phận thứ ba đã được thêm vào năm 1923, nhưng điều này chỉ kéo dài ba năm trước khi nó sụp đổ dưới những tổn thất tài chính nặng nề. Từ năm 1926 cho đến Thế chiến thứ hai, SFL trở lại thành hai bộ phận. Một bộ phận thứ ba, bao gồm một số đội dự bị, đã được thêm vào năm 1949. Việc rút các đội dự bị vào năm 1955 đã chứng kiến sự trở lại của hai bộ phận, với 37 câu lạc bộ được chia gần như đều nhau.
Sau sự suy giảm về số lượng câu lạc bộ tham dự vào đầu những năm 1960, ủy ban quản lý SFL đã viết thư cho các câu lạc bộ thành viên của mình vào đầu năm 1965 đề xuất thay đổi thành một bộ ba, với 14 câu lạc bộ trong giải hàng đầu. Ủy ban đề xuất phân bổ các câu lạc bộ cho mỗi bộ phận dựa trên sự tham dự, thay vì vị trí giải đấu vào cuối mùa giải trước, bởi vì các đề xuất trước đó đã thất bại do không chắc chắn về nơi các câu lạc bộ sẽ kết thúc trong một mùa nhất định.  Đề xuất này đã thất bại trong việc thu hút đủ sự hỗ trợ, cũng như một người đã thực hiện năm sau cho một giải hàng đầu gồm 16 câu lạc bộ.
Sự thống trị của Celtic vào cuối những năm 1960 và đầu những năm 1970 đã dẫn đến những lời chỉ trích rằng giải đấu đã trở nên quá dễ đoán. Hầu hết các câu lạc bộ lớn, bao gồm cả Celtic, ghi nhận sự sụt giảm người xem trong mùa giải 1972-73.  Vào mùa hè năm 1974, các câu lạc bộ đã bỏ phiếu ủng hộ việc thiết lập ba bộ phận, với 10 câu lạc bộ trong tầng cao nhất. Người ta đã quyết định đặt tên cho chuyến bay hàng đầu là Giải Ngoại hạng vì nhiều câu lạc bộ có những ký ức tồi tệ về các tên trước đây của Phân khu Ba, bao gồm các đội dự bị và sau đóđã không tồn tại. Việc phân bổ các câu lạc bộ trong các bộ phận mới được xác định bởi vị trí giải đấu của họ trong mùa giải 1974-75.